# Справи сердечні
«Справи сердечні» (рос. «Дела сердечные») — радянський художній фільм 1973 року, режисера Аждара Ібрагімова про роботу кардіологічної бригади швидкої допомоги.

## Сюжет
Машина «швидкої допомоги» мчить по нічній Москві. Кардіологічна бригада з лікаря, двох фельдшерів та водія знову поспішає до хворого. Кожну зміну вони разом борються з хворобою, намагаються протистояти біді. Історія бригади «спеціалізованої швидкої допомоги», де як у всіх малих колективах є вже сформовані відносини і де складність, відповідальність та оперативність дій дуже швидко оголює сутність кожного…

## У ролях
- Антоніна Шуранова — Ліда (фельдшер швидкої допомоги)
- Катерина Маркова — Наташа (фельдшер швидкої допомоги)
- Анатолій Папанов — Борис Іванович (шофер швидкої допомоги)
- Георгій Тараторкін — Євген Павлович (лікар швидкої допомоги)
- Павло Винник — лікар
- Лідія Драновський — мама Євгена
- Інна Кондратьєва —  Сергєєва (дружина хворого), озвучила Марія Виноградова
- Наталія Маркіна — медсестра на авторемонтному заводі
- Дмитро Масанов — ресторанний випивака
- Петро Меркур'єв — ресторанний випивака
- Данило Нетребін — Коля (працівник авторемонтного заводу)
- Олена Тяпкіна — бабуся (з кардіогенний шоком)
- Райський Юрій — хлопець на мотоциклі , онук
- Володимир Смирнов — Сергій (робітник із серцевим нападом на авторемонтному заводі)
- Георгій Куликов — Сергєєв, хворий з інфарктом
- Галина Самохіна
- Микола Сморчков — працівник автозаводу
- Валентина Ананьїна — дорожня робітниця
- Олександра Данилова — диспетчерка швидкої допомоги
- Юлія Цоглин — диспетчер «Швидкої допомоги»
- Ніна Агапова — лікарка швидкої допомоги

## Знімальна група
- Автори сценарію: Володимир Кунін, Семен Ласкін
- Режисер-постановник: Аждар Ібрагімов
- Оператор-постановник: Маргарита Піліхіна
- Художник-постановник: Геннадій М'ясников
- Композитор: Аріф Меліков